# The Remnant
The Remnant è il primo album dei Becoming the Archetype, autopubblicato nel 2003.

## Il disco
Saltando l'intro, che non dura neanche un minuto, la prima vera canzone è "Oath to Order": velocissimo e violento death metal. Seguono "Two" e "54 is 44", metalcore-oriented  		con tempistica sperimentale la prima, andante di double bass con finale  		assolo thrash la seconda. "Restoration" è più melodica rispetto alle precedenti, si fa notare l'assolo di chitarra. "The Regular Battle" e "In Loving Memory" sono canzoni dal ritmo veloce e potente, nella seconda notevole è l'assolo melodico. Chiudono l'album "The Longest Instant" e "For the Sake of Moving On".

## Tracce
1. Intro – 0:46
2. Oath to Order – 4:45
3. Two – 2:13
4. 54 is 44 – 2:43
5. Restoration – 2:49
6. The Regular Battle – 3:30
7. In Loving Memory – 3:26
8. The Longest Instant – 3:58
9. For the Sake of Moving On – 4:29
10. Married to the Minus – 6:43